# Francesc Novell i Clausells
Francesc Novell i Clausells, més conegut com a Queco Novell, (Barcelona, 28 d'octubre del 1963) és un periodista, actor i humorista català. És germà de l'actriu catalana Rosa Novell.
Va estudiar periodisme a la Universitat Autònoma de Barcelona. Va iniciar-se professionalment el 1985 a Ràdio Avui-Cadena 13. Conegut primer per ser presentador de L'informatiu migdia de TVE a Catalunya als anys 90, més tard va acceptar la proposta de Toni Soler de formar part del programa de ràdio de sàtira política Minoria absoluta, a l'emissora RAC 1. Juntament amb Toni Soler i la resta de l'equip de Minoria absoluta ha fet diversos programes de caràcter de sàtira política, tant a la ràdio com a la televisió. Del darrer mitjà cal destacar, entre d'altres, programes com 7 de notícies i Set de Nit, tots dos a TV3. També participà en un programa humorístic del mateix estil, Mire Usté a Antena 3, que es va emetre tan sols durant unes quantes setmanes a causa dels continus canvis d'horari que va sofrir.
Actualment Queco Novell apareix cada setmana a l'exitós programa Polònia, que s'emet a TV3 els dijous a la nit, on imita polítics i gent coneguda, com ara l'expresident de la Generalitat Carles Puigdemont o el actual president Salvador Illa.